# 千金鎮
千金鎮位於浙江省湖州市南潯區西南，湖州城東南約30公里。行政區域面積為42平方公里，人口2.4萬，2001年8月對下轄行政村進行調整，現轄1 個居民會，10個行政村。据清光绪《归安县志》记载：“千金市在县东南六十里，宋为千金墟”，“汉吴王濞铸钱于铜岘山置库于此，故名”。

## 行政區劃
千金鎮轄1個社區、10個行政村（2007年），鎮政府駐地位於千金鎮向陽路48號：
- 社區：
  - 千金社區
- 行政村：
  - 千  金、商  墓、南窯橋、朝  陽、石  橋
  - 里  浩、東驛達、東馬幹、西馬幹、金  城

下辖以下地区：
千金社区、商墓村、南窑桥村、千金村、朝阳村、石桥村、里浩村、东驿达村、东马干村、西马干村和金城村。